# Liste des communes françaises du Gard ayant changé de nom au cours de la Révolution
Cet article présente les faits marquants de l'année la liste des communes françaises du Gard ayant changé de nom au cours de la Révolution.

## Gard
| Commune                                                                 | Nom révolutionnaire             | Notice Ehess-Cassini |
| ----------------------------------------------------------------------- | ------------------------------- | -------------------- |
| Aigues-Mortes                                                           | Fort-Peletier                   | no 235               |
| Baron                                                                   | Dève-la-Montagne                | no 2751              |
| Beaucaire                                                               | Pont-National                   | no 6617              |
| Castelnau (devenue Castelnau-Valence)                                   | Belhair-de-la-Garde             | no 3118              |
| Comps-Saint-Étienne (devenue Comps)                                     | Port-du-Gard                    | no 10053             |
| Concoules                                                               | Montagne-Concoules              | no 10074             |
| Grau-du-Roi (Le)                                                        | Grau-le-Peletier                | no 16082             |
| Jonquières-Saint-Vincent                                                | Vincent-du-Gard                 | no 17889             |
| Paroisse-du-Vigan (réunie à Le Vigan)                                   | Commune-des-Monts               | no 26228             |
| Paroisse-du-Vigan (réunie à Le Vigan)                                   | Monts                           | no 26228             |
| Pont-Saint-Esprit                                                       | Pont-sur-Rhône                  | no 27609             |
| Saint-Alban (réunie à Saint-Privat-des-Vieux)                           | Marat-de-Bruège                 | no 30268             |
| Saint-Alexandre                                                         | Roquebrune                      | no 30287             |
| Saint-Ambroix                                                           | Pont-Cèze                       | no 30338             |
| Saint-André-d'Olérargues                                                | Le Pradel                       | no 30411             |
| Saint-André-d'Olérargues                                                | Oleyrargues                     | no 30411             |
| Saint-André-de-Majencoules                                              | Majencoules                     | no 30403             |
| Saint-André-de-Majencoules                                              | Majencoules-l'Hérault           | no 30403             |
| Saint-André-de-Roquepertuis                                             | Roquepertuis                    | no 30406             |
| Saint-André-de-Valborgne                                                | Valborgne-du-Gard               | no 30410             |
| Saint-Bénézet                                                           | Bellevue-la-Montagne            | no 30674             |
| Saint-Bonnet-de-Salendrinque                                            | Mont-Bonnet                     | no 30732             |
| Saint-Bonnet-du-Gard                                                    | Bonnet-du-Gard                  | no 30735             |
| Saint-Brès                                                              | Mont-Usèze                      | no 30774             |
| Saint-Bresson                                                           | Mont-aux-Truffes                | no 5757              |
| Saint-Bresson                                                           | Mont-Truffier                   | no 5757              |
| Saint-Chaptes                                                           | Beauregard                      | no 30854             |
| Saint-Christol-de-Rodières                                              | Rodières                        | no 30881             |
| Saint-Christol-lès-Alès                                                 | Auxon                           | no 30879             |
| Saint-Christol-lès-Alès                                                 | Pont-Auzon                      | no 30879             |
| Saint-Côme (réunie à Saint-Côme-et-Maruéjols)                           | Caramaule                       | no 31030             |
| Saint-Côme (réunie à Saint-Côme-et-Maruéjols)                           | Cosme                           | no 31030             |
| Saint-Dézéry                                                            | Font-d'Ezéry                    | no 11782             |
| Saint-Étienne-d'Escattes (réunie à Souvignargues)                       | Souvignargues-Escatte           | no 61029             |
| Saint-Étienne-de-l'Olm                                                  | Étienne-de-Long                 | no 31657             |
| Saint-Étienne-des-Sorts                                                 | Sorts                           | no 31667             |
| Saint-Félix-de-Pallières                                                | Mont-Félix-de-Pallières         | no 31743             |
| Saint-Firmin (réunie à Uzès)                                            | Firmin-les-Uzés                 | no 61030             |
| Saint-Florent (devenue Saint-Florent-sur-Auzonnet)                      | Montmajord                      | no 31769             |
| Saint-Florent (devenue Saint-Florent-sur-Auzonnet)                      | Mont-Mayard                     | no 31769             |
| Saint-Geniès-de-Comolas                                                 | Montclos                        | no 31884             |
| Saint-Geniès-de-Comolas                                                 | Mont-Comolas                    | no 31884             |
| Saint-Geniès-de-Malgoirès                                               | Mont-Esquielle                  | no 31896             |
| Saint-Gervais                                                           | Gervais-lès-Bagnols             | no 32138             |
| Saint-Gervasy                                                           | Belleviste                      | no 32161             |
| Saint-Gilles                                                            | Héraclée                        | no 32180             |
| Saint-Hilaire-de-Brethmas                                               | Brethmas-Avesnes                | no 32293             |
| Saint-Hippolyte-de-Montaigu                                             | Polithe-Montaigu                | no 32361             |
| Saint-Hippolyte-du-Fort                                                 | Mont-Polite                     | no 32363             |
| Saint-Jean-de-Ceyrargues                                                | Ceyrargues                      | no 32513             |
| Saint-Jean-de-Crieulon                                                  | Crieulon                        | no 32469             |
| Saint-Jean-de-Maruéjols (réunie à Saint-Jean-de-Maruéjols-et-Avéjan)    | Maruéjols-les-Anels             | no 32494             |
| Saint-Jean-de-Serres                                                    | Serres-la-Coste                 | no 32514             |
| Saint-Jean-de-Valériscle                                                | Valériscle                      | no 32533             |
| Saint-Jean-du-Gard                                                      | Brion-du-Gard                   | no 32552             |
| Saint-Jean-du-Pin                                                       | Dupin                           | no 26887             |
| Saint-Jean-du-Pin                                                       | Pin                             | no 26887             |
| Saint-Julien-de-Cassagnas                                               | Cassagnas                       | no 32672             |
| Saint-Julien-de-Peyrolas                                                | Peyrolas                        | no 32685             |
| Saint-Julien-de-la-Nef                                                  | Mont-Julien                     | no 32633             |
| Saint-Julien-de-Valgalgues (devenue Saint-Julien-les-Rosiers)           | Julien-les-Mines                | no 32694             |
| Saint-Just-et-Vacquières                                                | Bartanave                       | no 32755             |
| Saint-Just-et-Vacquières                                                | Bertanave                       | no 32755             |
| Saint-Laurent-d'Aigouze                                                 | Aigouze                         | no 32825             |
| Saint-Laurent-de-Carnols                                                | Carnols                         | no 32837             |
| Saint-Laurent-le-Minier                                                 | Preslemont                      | no 32886             |
| Saint-Mamert (devenue Saint-Mamert-du-Gard)                             | Mamert                          | no 33098             |
| Saint-Mamert (devenue Saint-Mamert-du-Gard)                             | Mont-Mamert                     | no 33098             |
| Saint-Marcel-de-Careiret                                                | Vione-Marcel                    | no 33146             |
| Saint-Marcel-de-Fontfouillouse (devenue Les Plantiers)                  | Les Plantiers-de-Fontfouillouse | no 33149             |
| Saint-Martial                                                           | Mont-Liron                      | no 33200             |
| Saint-Martin-de-Corconac (devenue L'Estréchure)                         | Corconac                        | no 33308             |
| Saint-Martin-de-Sossenac (réunie à Durfort-et-Saint-Martin-de-Sossenac) | Saussenac                       | no 33382             |
| Saint-Martin-de-Valgalgues                                              | Mont-Valgalgues                 | no 33394             |
| Saint-Martin-de-Valgalgues                                              | Mont-Valgue                     | no 33394             |
| Saint-Maurice-de-Cazevieille                                            | Maurice-de-Rocher               | no 33574             |
| Saint-Maximin                                                           | Marathon                        | no 33601             |
| Saint-Maximin                                                           | Maximin-la-Coste                | no 33601             |
| Saint-Médiers (réunie à Montaren-et-Saint-Médiers)                      | Vivacité                        | no 33637             |
| Saint-Michel-d'Euzet                                                    | Euzet                           | no 33722             |
| Saint-Paul-la-Coste                                                     | La Coste-la-Montagne            | no 34013             |
| Saint-Paulet-de-Caisson                                                 | Caisson                         | no 34011             |
| Saint-Pons-la-Calm                                                      | Pont-sur-Tave                   | no 34261             |
| Saint-Privat-de-Champclos                                               | Champclos                       | no 34310             |
| Saint-Privat-des-Vieux                                                  | La Font-le-Vieux                | no 34318             |
| Saint-Quentin (devenue Saint-Quentin-la-Poterie)                        | Quentin-la-Poterie              | no 34359             |
| Saint-Roman-de-Codières                                                 | Mont-de-Vidourle                | no 34359             |
| Saint-Sauveur-des-Pourcils (devenue Saint-Sauveur-Camprieu)             | Plan-des-Pourcils               | no 34588             |
| Saint-Sébastien (devenue Saint-Sébastien-d'Aigrefeuille)                | Sébastien-la-Montagne           | no 34605             |
| Saint-Sébastien (devenue Saint-Sébastien-d'Aigrefeuille)                | Sébastien-Montagneux            | no 34605             |
| Saint-Siffret                                                           | Pomeyrole                       | no 34656             |
| Saint-Théodorit                                                         | Théodorite                      | no 34812             |
| Saint-Victor-la-Coste                                                   | Serre-la-Coste                  | no 34943             |
| Sainte-Anastasie                                                        | Montaury                        | no 697               |
| Sainte-Cécile-d'Andorge                                                 | Andorge-le-Gardon               | no 31271             |
| Sainte-Croix-de-Caderle                                                 | Mont-Bize                       | no 31333             |
| Sainte-Eulalie (réunie à Garrigues-Sainte-Eulalie)                      | Canteperdrix                    | no 31348             |
| Saumane                                                                 | Union-la-Montagne               | no 35521             |
| Uzès                                                                    | Uzès-la-Montagne                | no 38523             |